# Proteinania
Proteinania is een geslacht van vlinders van de familie uilen (Noctuidae), uit de onderfamilie Hadeninae.

## Soorten
- P. achatioides Guenée, 1852
- P. agavis Blasquez